# 朱翊鑾
吉宣王朱翊鑾（1540年代—1618年），是端王朱載均庶第二子，明朝第五代吉王。生母葉氏。

## 生平
朱翊鑾起初于嘉靖三十一年（1552年）十二月受封龍陽王，後於隆慶六年（1572年）襲封吉王。
当时为了限制宗室，按《宗藩条例》，由旁支进封的亲王的儿子们不能封郡王，只能按父亲进封前的地位降一级封官爵。朱翊鑾的次子朱常汶、三子朱常因此只能按郡王之子封镇国将军。万历十六年（1588年）三月，朱翊鑾奏請改封朱常汶为郡王，被礼部驳回，指朱翊鑾違例妄請，所求不当。
后来朱翊鑾又奏请按瀋宣王朱恬烄子朱珵塏、朱珵埏分別封為靈壽王及六合王、秦靖王朱敬镕子朱誼𣴖封為崇信王等由小宗入继的亲王的子孙仍可封郡王的事例，早正朱常汶、朱常的名分，及请求改封二人各自的夫人陳氏、周氏为王妃。万历二十四年（1596年）正月，礼部上奏请求驳回及下敕书令吉王府長史司告知朱翊鑾遵守成例，不要再妄求给儿子们加封。神宗下旨称吉王府为親支，朱常汶、朱常准照秦王府的例子改封郡王，他人不得引以為例。二月，禮科給事中楊天民称以前秦、瀋二王府的王子得封郡王已经错了，岂可再错，要防止他人心存侥幸效仿，请求按礼部所请停止封朱常汶、朱常为郡王，神宗不采纳。三月，礼部问如果其他人也以此为由请求封儿子为郡王，神宗又当如何，请求收回成命，神宗不准。礼部又奏请准朱常汶、朱常受封郡王，但仍支用鎮國將軍祿米，儀仗、房屋、冠服等件照例免给，至于教授、典膳、民校等項由礼部銓選給撥，获准。五月，神宗遣使者冊封，朱常汶、朱常夫婦分別加封為德化王和德化王妃、福清王和福清王妃。
后来朱翊鑾又引用朱常汶、朱常为例，请求让第五子朱常源也受封郡王。礼部上奏认为朱常汶、朱常没有被改回镇国将军已经是侥倖，不该被引以为例，加恩也不可以一再发生，应该依法仅封朱常源为镇国将军。万历三十九年（1611年）十月，神宗同意礼部的意见。
朱翊鑾在位四十六年，在萬曆四十六年（1618年）過世，諡號宣，世子朱常淳早卒，三年後由其孫朱由楝嗣位。

## 子女
1. 嫡長子：吉安王朱常淳，万历九年封世子，万历四十六年薨，諡安惠世子。
2. 庶次子：德化王朱常汶，万历二十四年加封镇国将军，永历四年正月薨。
3. 嫡三子：福清王朱常
4. 庶五子：鎮國將軍朱常源